# Унур (Волжский район)
Унур — хутор в Волжском районе Республики Марий Эл, входит в состав Помарского сельского поселения.

## География
Расположена в 4,5 км по автодорогам к юго-западу от центра поселения — села Помары, в 10,5 км по автодорогам к северу от Волжска.

## История
Хутор Унур образовался перед коллективизацией. В 1928 году образовалась сельскохозяйственная артель «Унур» (в переводе — «Новое поле») из 7 семей и 15 человек переселенцев в основном из деревни Куруктуры (ныне — в составе села Помары). Свой скот члены сельхозартели не обобщали.
На хуторе находились конюшня с конным двором, крытый ток, овощехранилище и колодец с ручным насосом. Общая площадь пахотной земли составляла 54 гектара.
Хутор имел и русское название — Зелёное Поле, но оно не прижилось среди марийцев. К началу войны на хуторе находилось 15 дворов, проживали 56 человек.
В послевоенные годы сельхозартель присоединилась к Помарскому колхозу «За коммунизм». Магазина и клуба на хуторе не было.
По данным переписи 2002 года население — 3 человека (русские — 67 %, марийцы — 33 %).
В 2010 году — 1 человек (мужчина).

## Население
| 2002 | 2010 |
| ---- | ---- |
| 3    | ↘1   |